# Final da Taça dos Clubes Campeões Europeus de 1968-69

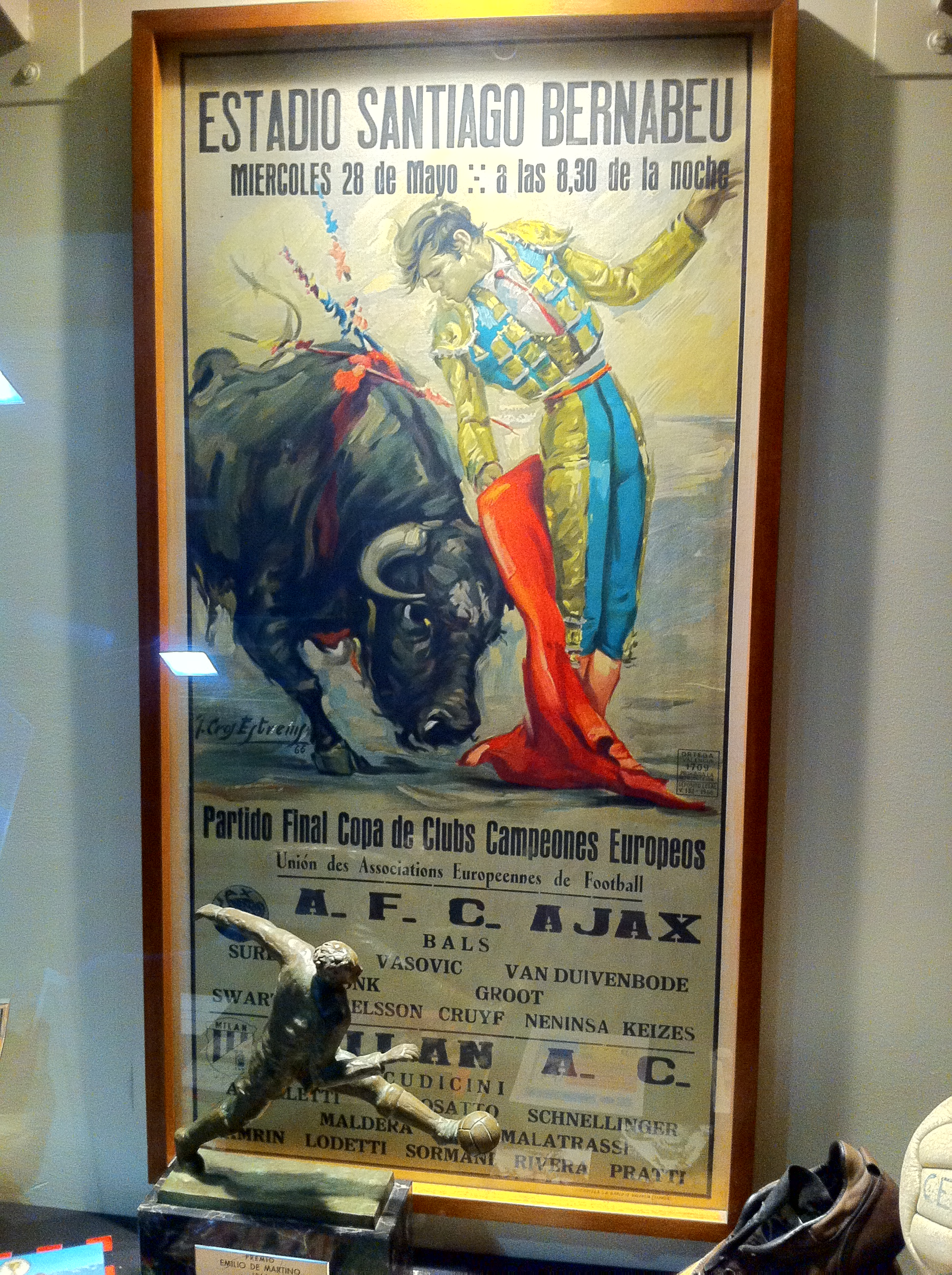
Cartaz do jogo

A Final da Taça dos Clubes Campeões Europeus de 1968-69 foi uma partida de futebol realizada no Santiago Bernabéu, em Madrid, em 28 de maio de 1969, que viu o Milan da Itália jogar contra o Ajax da Holanda para determinar quem seria o campeão da Europa naquela temporada. O Ajax fez história ao se tornar o primeiro time holandês a chegar à final, mas foram derrotados por seus adversários italianos por 4-1. 

## Chegando a Final
| Milan             | Milan     | Milan     | Milan     | Fase             | Ajax           | Ajax    | Ajax    | Ajax    | Ajax     |
| Oponente          | Total     | 1º jogo   | 2º jogo   |                  | Oponente       | Total   | 1º jogo | 2º jogo | 3º jogo  |
| ----------------- | --------- | --------- | --------- | ---------------- | -------------- | ------- | ------- | ------- | -------- |
| Malmö             | 5–3       | 1–2 (F)   | 4–1 (C)   | Primeira fase    | Nuremberga     | 5–1     | 1–1 (F) | 4–0 (C) |          |
| Não jogou         | Não jogou | Não jogou | Não jogou | Segunda fase     | Fenerbahçe     | 4–0     | 2–0 (C) | 2–0 (F) |          |
| Celtic            | 1–0       | 0–0 (C)   | 1–0 (F)   | Quartas de final | Benfica        | 4–4 (r) | 3–1 (F) | 1–3 (C) | 3–0 (ap) |
| Manchester United | 2–1       | 2–0 (C)   | 0–1 (F)   | Semifinal        | Spartak Trnava | 3–2     | 3–0 (C) | 0–2 (F) |          |

## O Jogo

### Detalhes
| 28 de maio de 1968 | Milan                            | 4 – 1 (pro) | Ajax               | Santiago Bernabéu, Madrid                                 |
|                    | Prati 7', 40', 75' · Sormani 67' | Report      | Vasović 60' (pen.) | Público: 31,782 Árbitro: ESP José María Ortiz de Mendíbil |

| Milan | Ajax |

|             |    |                         |  |
|             |    |                         |  |
| GL          | 1  | Fabio Cudicini          |  |
| LIB         | 5  | Saul Malatrasi          |  |
| ZE          | 2  | Angelo Anquilletti      |  |
| ZC          | 4  | Roberto Rosato          |  |
| ZD          | 3  | Karl-Heinz Schnellinger |  |
| VL          | 8  | Giovanni Lodetti        |  |
| VL          | 6  | Giovanni Trapattoni     |  |
| EE          | 7  | Kurt Hamrin             |  |
| MC          | 10 | Gianni Rivera (c)       |  |
| ED          | 11 | Pierino Prati           |  |
| ATA         | 9  | Angelo Sormani          |  |
| Manager:    |    |                         |  |
| Nereo Rocco |    |                         |  |

|               |    |                     |  |     |
|               |    |                     |  |     |
| GL            | 1  | Gert Bals (c)       |  |     |
| LE            | 5  | Theo van Duivenbode |  |     |
| ZG            | 4  | Velibor Vasović     |  |     |
| ZG            | 3  | Barry Hulshoff      |  |     |
| LD            | 2  | Wim Suurbier        |  | 46' |
| VL            | 7  | Anton Pronk         |  |     |
| VL            | 6  | Henk Groot          |  | 46' |
| EE            | 11 | Piet Keizer         |  |     |
| ATA           | 10 | Johan Cruyff        |  |     |
| ATA           | 9  | Inge Danielsson     |  |     |
| ED            | 8  | Sjaak Swart         |  |     |
| Substitutes:  |    |                     |  |     |
| MF            | 13 | Bennie Muller       |  | 46' |
| FW            | 12 | Klaas Nuninga       |  | 46' |
| Manager:      |    |                     |  |     |
| Rinus Michels |    |                     |  |     |